# La Opinión Nacional (Perú)
La Opinión Nacional fue un diario peruano, fundado en Lima en 1873 por Andrés Avelino Aramburú Sarrio y que se mantuvo en circulación hasta 1913. Fue el más importante diario del Perú de principios del siglo XX, junto con El Comercio y La Prensa.

## Fundación
Andrés Avelino Aramburú Sarrio, limeño y doctor en jurisprudencia, había empezado su carrera periodística en los diarios limeños El Comercio y El Nacional. Hasta que decidió fundar su propio periódico, en asociación con Reynaldo Chacaltana y Manuel María Rivas.
El diario, denominado La Opinión Nacional, apareció por primera vez el 1 de diciembre de 1873, durante el gobierno de Manuel Pardo. Aramburu asumió su dirección, y pronto se quedó como único propietario, tras la retirada de Chacaltana y Rivas.
El diario circuló durante más de cuatro décadas, convirtiéndose en uno de los más importantes del Perú y de Sudamérica.

## Características
Aramburú le dio a su diario una marcada orientación de estilo estadounidense. A decir de Jorge Basadre, su periodismo fue «moderno, ágil, agradable, muy interesante». Tuvieron especial acogida sus editoriales políticos, que nacidos de la pluma del mismo Aramburú, eran de párrafos cortos de dos o tres líneas, a veces hasta de una línea, pero muy elocuentes y punzantes. También fue muy apreciada una de sus columnas, festiva y mordaz a la vez, titulada «Mentiras y candideces». En las calles de Lima, los canillitas pregonaban así el periódico: «La Opinión Nacional con editorial del doctor Aramburú».

## Trayectoria

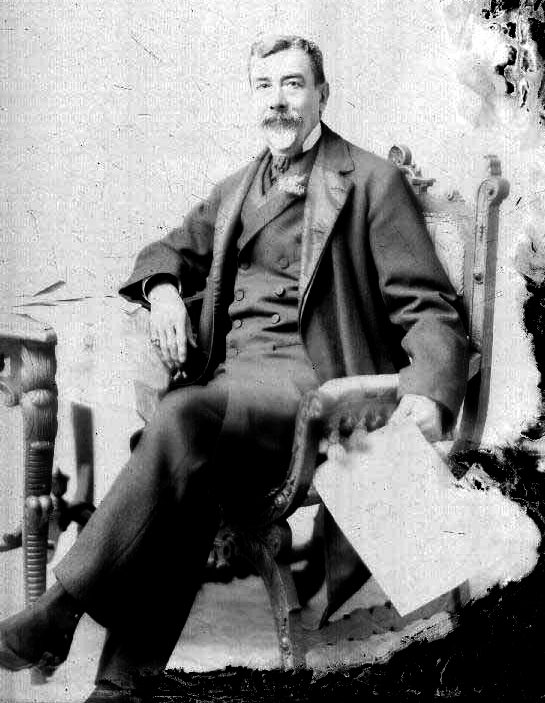
Andrés Avelino Aramburú Sarrio, fundador y director de La Opinión Nacional.

La Opinión Nacional, bajo la dirección continua de Aramburú, tuvo una influyente participación en la política peruana. Apoyó al gobierno de Manuel Pardo (1872-1876) y enfrentó a la oposición representada por los diarios La Patria y La Sociedad.
En 1879, Aramburú se declaró opositor de una eventual guerra con Chile, pero cuando ésta fue declarada, defendió la causa del Perú con gran elocuencia y entró en polémica ardorosa pero respetuosa con la prensa del país adversario.
Finalizada la guerra, apoyó al gobierno del general Miguel Iglesias, que había firmado la paz con Chile. Pero una vez que Cáceres se convirtió en presidente del Perú, trasladó su apoyo al nuevo gobernante. Aramburú se afilió incluso al partido Constitucional o cacerista (1886), al que fue leal por el resto de sus días.
En 1894 se opuso obstinadamente a la revolución pierolista contra Cáceres, recordando los cuestionamientos que tenía Piérola por el contrato Dreyfus y por su actuación en la guerra con Chile.
Triunfante dicha revolución e iniciado el gobierno constitucional de Nicolás de Piérola, Aramburú mantuvo su oposición a este caudillo. Luego apoyó a los siguientes gobiernos constitucionales de la República Aristocrática, pues consideraba más importante la defensa del orden público.
Ya anciano, Aramburú dejó la dirección de su diario (fines de 1913). Poco después, La Opinión Nacional dejó de circular.
Andrés Aramburú, hijo, fundó en 1914 una revista con la misma denominación del diario de su padre, pero no duró mucho tiempo debido a las dificultades derivadas de la Primera Guerra Mundial.